# Sofronio III di Gerusalemme
Sofronio (fl. XIII secolo) è stato un arcivescovo ortodosso bizantino, patriarca di Gerusalemme a metà del XIII secolo.
Non si conosce nulla della vita di Sofronio, se non la sua presenza nelle cronotassi tradizionali del patriarchi di Gerusalemme, tra Atanasio II, morto il 24 agosto 1244, e Gregorio I, attestato per la prima volta nel 1273.
Un testo liturgico medievale fa memoria di tutti i patriarchi gerosolimitani dalle origini fino a Gregorio I. Di Sofronio si dice che discusse con gli Ἀγαρηνοί (Agarinoí, Agareni), ossia i musulmani, confutando le loro teorie, e per questo fu messo in prigione, dove trovò la morte.